# Wilhelm Mönke

Wilhelm Mönke, vor 1929

Wilhelm Mönke (* 28. April 1886 in Eigenheim; † 10. Januar 1934 in Marienau, Landkreis Marienwerder) war ein deutscher Landwirt und Politiker (DNVP).

## Leben
Mönke besuchte die Volksschule in Eigenheim und das Seminar in Neusass auf der Krim. Er war von Jugend an in der Landwirtschaft tätig. Ab 1910 war er Besitzer eines Hofes in Mareese im Kreis Marienwerder in Westpreußen. Als Abgeordneter der Deutschnationalen Volkspartei (DNVP) gehörte er von 1924 bis 1928 dem Preußischen Landtag und von 1928 bis 1930 dem Reichstag an. 
1930 verließ Mönke die DNVP und trat der Fraktion der Christlich-Nationalen Arbeitsgemeinschaft bei. Nach der Reichstagswahl vom 14. September 1930 war er bis 1932 Abgeordneter für die Christlich-Nationale Bauern- und Landvolkpartei. 
Daneben war Mönke Vorsitzender des Verbandes der Landgemeinden der Provinz Ostpreußen, Vorstandsmitglied im Deutschen Landgemeindetag und Mitglied des dortigen Landwirtschaftsverbandes.